# Daniel Norl
Daniel Alexander Norl (Wurzburgo, 7 de mayo de 1995) es un baloncestista alemán con pasaporte estadounidense que pertenece a la plantilla del PS Karlsruhe Lions de la ProA, el segundo nivel del baloncesto alemán. Con 1,91 metros de estatura, juega en la posición de escolta.

## Trayectoria deportiva

### Universidad
Jugó una temporada con los Colonels de la Universidad de Kentucky Oriental, disputando apenas once partidos en los que no tuvo casi minutos de juego. Tras pasar un año en el community college de Mineral Area en Park Hills (Misuri), jugó dos temporadas más con los Mavericks de la Universidad de Nebraska Omaha, en la que promedió 9,3 puntos, 2,5 rebotes y 1,8 asistencias por partido.

### Profesional
Tras no ser elegido en el Draft de la NBA de 2019, firmó su primer contrato profesional en agosto con los Cheshire Phoenix de la liga inglesa. Allí jugó una temporada en la que promedió 14,0 puntos, 4,4 asistencias y 3,9 rebotes por partido.
En junio de 2019 firmó contrato con el PS Karlsruhe Lions de la ProA, el segundo nivel del baloncesto alemán, donde en su primera temporada promedió 10,4 puntos y 2,1 rebotes por encuentro.